# Lawhitton
Lawhitton – wieś w Anglii, w Kornwalii. Leży 103 km na północny wschód od miasta Penzance i 310 km na zachód od Londynu. W 2001 miejscowość liczyła 270 mieszkańców.